# Golf d'Alacant

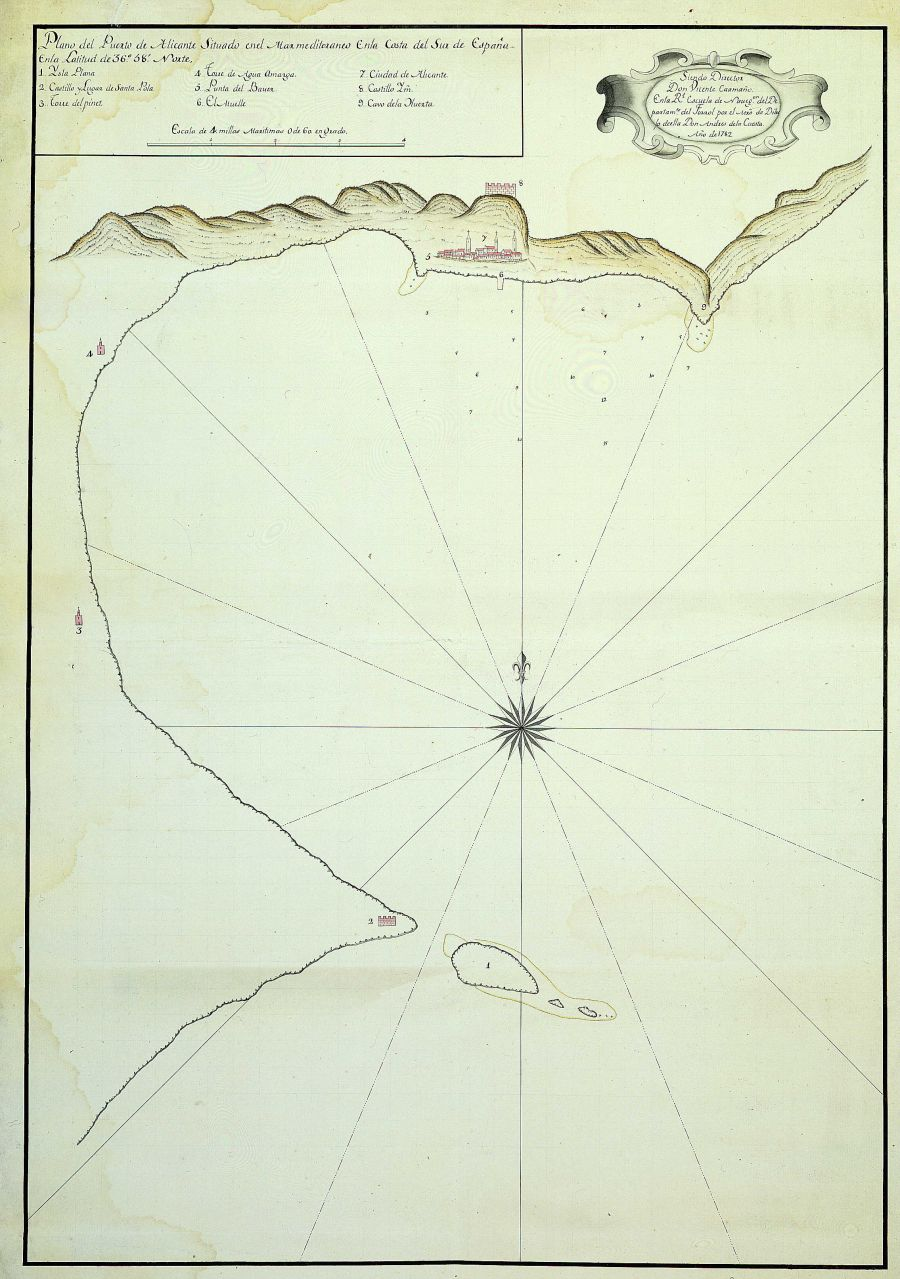
Plànol del Golf d'Alacant de 1782.

El Golf o Badia d'Alacant és un entrant a la línia de la Costa Blanca de la mar Mediterrània entre el Cap de l'Horta (al nord) i el de Santa Pola al sud, al País Valencià.
La seua costa mesura més de 25 quilòmetres de longitud i recorre els termes municipals d'Elx, Santa Pola i Alacant, ciutat aquesta darrera de la qual pren el seu nom. El nucli urbà d'Alacant i el seu port se situen al litoral del golf.

## Història
Ibers, grecs i romans van apreciar especialment aquest espai per establir-hi poblacions. Pel que fa al període iber, hi vivien els deitans. Diversos estudis assenyalen que malgrat l'absència de restes de colònies gregues, hi tenien establiments permanents.